# 제이엘 (가수)
제이엘(1991년 10월 8일 ~ )은 대한민국의 가수다. 2014년 내 생애 봄날 OST 《눈물 비》로 데뷔했다.

## 방송
- K팝스타 2 (2012) - Top10

## 음반
- 내 생애 봄날 OST Part.6 (2014)
- 내 생애 봄날 OST (2014)
- 나의 유감스러운 남자친구 OST Part 4 (2015)
- 나의 유감스러운 남자친구 OST (2015)
- 처용 2 OST (2015)
- 우리집 꿀단지 OST Part.17 (2016)
- 마이 리틀 베이비 OST (2016)